# 7-я моторизованная понтонно-мостовая бригада
7-я моторизованная понтонно-мостовая бригада — соединение инженерных войск Красной Армии во время Великой Отечественной войны. Номер полевой почты — 15833.

## История
Бригада сформирована 26 октября 1943 года на Белорусском фронте в составе: управление бригады, рота управления и четыре (61-й, 63-й, 136-й и 50-й ) моторизированных понтонно-мостовых батальонов.

### Боевой путь
Боевое крещение бригада получила в ходе Гомельско-Речицкой наступательной операции. В январе — феврале 1944 года участвовала в Калинковичско-Мозырской наступательной операции. В середине апреля 1944 года Белорусский фронт был переименован в 1-й Белорусский фронт и бригада продолжила боевой путь в его составе. В ходе Белорусской наступательной операции бригада обеспечивала переправу войск через реки Березина, Свислочь, Неман и Западный Буг. 2 июля 1944 года бригада была награждена орденом Суворова 2-й степени. В дальнейшем сражалась в Варшавско-Познанской наступательной операции и принимала участие в освобождении городов Лодзь, Кутно, Томашов. 19 февраля 1945 года за отличие в боях по освобождению города Лодзь Приказом ВГК бригаде присвоено наименование Лодзинской . В дальнейшем бригада участвовала в Восточно-Померанской и Берлинской наступательных операциях.
19 мая 1945 года бригада была награждена орденом Красного Знамени, а 11 июня 1945 года — орденом Кутузова 2-й степени.
За годы войны 9873 воина бригады были награждены орденами и медалями, а четверо стали Героями Советского Союза:
- Боченков, Иван Андреевич — командир отделения 61-го моторизованного понтонно-мостового батальона.
- Красавин, Михаил Васильевич — командир отделения 61-го отдельного моторизованного понтонно-мостового батальона.
- Собянин, Иван Васильевич — командир отделения 61-го отдельного моторизованного понтонно-мостового батальона.
- Соломонов, Александр Андреевич — командир взвода 61-го отдельного моторизованного понтонно-мостового батальона.

### Командиры
- подполковник И. Л. Котляров (октябрь — декабрь 1943 года)
- полковник, с 2 ноября 1944 года генерал-майор инженерных войск В. А. Яковлев (с декабря 1943 года до конца войны)

### Полное почётное наименование
В конце войны полное наименование бригады звучало как: 7-я моторизованная понтонно-мостовая Лодзинская Краснознамённая орденов Суворова и Кутузова бригада. Входившие в состав бригады батальоны имели следующие почётные наименования:
- 61-й моторизованный понтонно-мостовой Днепровский Краснознамённый орденов Богдана Хмельницкого, Александра Невского и Красной Звезды батальон;
- 63-й моторизованный понтонно-мостовой Томашовский ордена Александра Невского батальон;
- 136-й моторизованный понтонно-мостовой Краснознамённый ордена Александра Невского батальон;
- 138-й моторизованный понтонно-мостовой Краснознамённый орденов Суворова и Богдана Хмельницкого батальон.

### После войны
В июне 1946 года 7-я понтонно-мостовая бригада была переформирована в 36-й понтонно-мостовой полк. Через 5 лет полк был переформирован в 53-ю понтонно-мостовую бригаду. В июне 1954 года бригада была вновь переформирована в 36-й понтонно-мостовой полк, который был расформирован в 1991 году.